# AKB48 Team TP
AKB48 Team TP(에이케이비포티에이트 팀 티피)는 2015년 12월 25일에 데뷔한 타이완 타이베이시의 걸 그룹이다.. 이전 그룹 명칭은 TPE48(티피이포티에이트)이었다.

## 개요
일본의 걸 그룹 AKB48의 자매 그룹의 중에 하나이다. 종합 프로듀스는 AKB48와 함께 아키모토 야스시가 맡고, 일본 국외를 거점으로 활동하는 AKB48의 자매 그룹인 JKT48나 국내 NMB48처럼 실제 운영은 프랜차이즈 형태에서 열린다.
당초는 대만 지역 위성 방송사인 중톈 텔레비전이 종사할 예정이었는데, 수용 태세 미비로 일단 무산하고 실제에 움직이기 시작할 때까지 발표에서 4년 이상의 세월을 필요로 하게 됐다.

## 활동

### TPE48

#### 결성 무산
2013년 10월 1일, AKB48의 공식 블로그에서 타이완 자매 그룹 결성을 발표하였다. AKB48는 같은 해 6월에 영업을 시작한 대만의 인터넷 숍이 성황 등 대만에서 인기가 높아졌고 데일리 스포츠는 당시 이러한 인기가 대만에서 그룹 결성의 배경이 있다고 언급했다.
당초 계획에서는 멤버 전형의 상세를 2012년 1월에 발표, 또 타이베이시내의 전용 극장을 건설할 예정을 하고, AKB48의 운영 회사인 AKS는 2014년 여름 극장에서 공연을 시작할 수 있도록 준비하겠다고 설명하였다.
2012년 9월에 오디션이 열릴 예정이었으나 그 해 후반에 연기되어 이후 멤버 오디션을 구체적인 활동이 이뤄지지 않았다.

#### 다시 한번
2014년 1월 7일, HKT48의 대만 콘서트에서 AKB48의 대만인 일원 오디션을 개최 예정을 발표하였다.
오디션은 이듬해 시행되면서 당초 한 명만 뽑을 예정이 급히 17명을 "가연구생"의 형태로 채용하게 되고 도쿄 스포츠는 이를 「TPE48 출범을 위한 포석?」이라고 보도했다. 그 후, 대만 내에서 레슨 등을 겹친 위에서 셀렉션 심사를 재점검한 결과 탈락자도 발생하여 최종적으로는 대학생 마자링만 합격하였고, 키자키 Team B에 「대만 유학생」으로 배속되었다.
그리고 2014년 3월 26일, 요코하마 스타디움에서 열린 다카하시 미나미 졸업 관련 AKB48 단독 콘서트 석상에서 필리핀의 마닐라에 본사를 둔 MNL48, 태국의 방콕에 본사를 둔 BNK48와 함께 공식 활동을 개시하는 일이 발표되었다. 공식 사이트에서는 그룹 칼라에 대해서 특산의 망고를 기조로 한 그라데이션을 채용했다. 또한 데일리 스포츠는 AKB 대만 오디션에서 가연구생으로 알려져 마지막까지 남은 멤버에 대해서는 일본 국내 그룹과 마찬가지로 한다고 보도했다. 또한, 이번부터는 해외 3그룹 각각 페이스북의 공식 페이지가 개설됐으며 앞으로 이 페이지에서 다양한 정보를 제공하려 하고 있다.
2014년 7월 5일, AKB48 Team A의 요코야마 유이와 Team K의 시마다 하루카, Team B의 키자키 유리아가 타이완에 방문해, AKB48 대만 팬미팅을 개시하였다. 같은 해, 9월 1일부터 1기생 멤버 모집을 발표하였다. 9월 1일, AKB48 Team K의 아베 마리아가 TPE48으로 이적하는 것을 발표하였다.
같은 해 11월 상순까지 2차 심사를 하며, '대만 연구생'을 포함 148명이 3차 심사에 올랐다. 3차 심사는 합격자의 절반을 팬 투표 결과를 토대로 선정, 기존의 전형 방식에 따른 나머지 절반의 합격자를 결정한다는 방식이 단행되며, 2018년 1월 19일에 팬 투표와 기존 선발 각각 36명씩 총 72명으로 압축됐다. 같은 해 2월 4일, 최종 전형 결과 1기생 45명 합격하였다.

#### 운영 회사와 계약 해지
2015년 5월에 개최 예정인 팬 미팅은 무기한 연기되고 여름으로 예정됐던 CD 데뷔의 전망도 서지 않고, 이벤트로의 출연 중지가 되는 등, 이벤트의 출연이 취소되는 등 활동은 난항을 겪으며 운영 상황의 악화나 트러블 발생에 대해서 현지 언론에서 자주 다루어지게 됐으며 공식 사이트도 폐쇄되기까지 이르렀다. 7월 30일, TPE48는 AKS에서 운영 회사와 합작 및 라이선스 계약이 종료된 것으로 밝혀졌다.

### AKB48 Team TP로서 재차 시작
2015년 2월 14일, AKS와 라이선스 계약이 종료되어, 새로운 자매 그룹 「AKB48 Team TP」을 개설하였다. AKB48 Team TP는 TPE48의 일원이 계속 재적하게 된다. 8월 26일, 타이베이에서 행해진 "제4회 Touch The Japan in 타이베이"에서 TPE48에서 이적한 멤버 35명이 다시 1기생으로서 피로했다.

### AKB48 Team TP 활동
2019년 12월 21일, 그룹 내의 유닛 팀이 발표되었다. 정식 활동은 2020년 3월부터 시작된다.
2020년 2월 1일, 각 팀의 유닛명과 대표 색상이 발표되었다.
2022년 1월 23일 총캡틴 천스야 가 3주년 콘서트 에서  졸업발표를 했다 원래 5월 14일 졸업콘서트를 시행할려 했으나 코로나 급증으로 연기돼 7월 24일 졸업콘서트를 열게됐고 7월 1일 총캡틴 자리에 물러나면서 후임으로 류위칭이 물려받으면 새로운 총캡틴 으로 임명됐다.

## 멤버

### 데이지(Daisy)
| 현황   | 이름                    | 병음           | 출생                                   | 기수                | 승격일          | 각주                                              |
| ------ | ----------------------- | -------------- | -------------------------------------- | ------------------- | --------------- | ------------------------------------------------- |
| 정식생 | 판즈이 (潘姿怡)         | Pan Tzi-yi     | 1996년 7월 28일(28세) 대만 신베이시    | 1기                 |                 | 아버지가 마카오인 어머니는 마카오에 호적되어 있음 |
| 정식생 | 신디케이 (冼迪琦)       | Sin Tik-kei    | 1999년 2월 13일(26세) 홍콩             | 1기                 |                 | 홍콩인 일원                                       |
| 정식생 | 포링 (柏靈)             | Po Ling        | 1999년 9월 13일(25세) 대만 타이베이시  | 1기                 | 2020년 10월 9일 | 3분의 1 네덜란드 혼혈 아버지가 네덜란드인         |
| 정식생 | 차이야언 (蔡亞恩)       | Tsai Ya-en     | 2000년 10월 21일(24세) 대만 지룽시     | 1기                 | 2020년 1월 19일 |                                                   |
| 정식생 | 리멍춘 (李孟純)         | Lee Meng-chun  | 2002년 6월 4일(22세) 대만 핑둥현       | 1기                 | 2020년 10월 9일 |                                                   |
| 정식생 | 궈씽위 (國興瑀)         | Kuo Hsin-yu    | 2002년 10월 21일(22세) 대만 타이베이시 | AKB48 타이완 오디션 |                 |                                                   |
| 연구생 | 챠이천 (賈宜蓁)         | Chia I-chen    | 1999년 8월 18일(25세) 대만 신주시      | 1기                 |                 |                                                   |
| 연구생 | 린치에신 (林潔心)       | Lin Chieh-hsin | 2003년 3월 27일(22세) 대만 신베이시    | 1기                 |                 |                                                   |
| 연구생 | 통쯔쉬엔 (董子瑄)       | Tung Zih-syuan | 2003년 12월 4일(21세) 대만 타이베이시  | 1기                 |                 | 벨플라워 연구생 출신                              |
| 연구생 | 리차이지에 (李采潔)     | Li Cai-jie     | 2004년 3월 15일(21세) 대만 타이베이시  | 1기                 |                 | 리지아리와 자매 (여동생)                          |
| 연구생 | 미야타 루카 (宮田 留佳) | Miyata Ruka    | 1996년 4월 22일(29세) 일본 야마나시현  | 2기                 | 일본인1         |                                                   |
| 연구생 | 우완링 (吳婉淩)         | Wu Wan-ling    | 2004년 8월 10일(20세) 대만 타이베이시  | 2기                 |                 |                                                   |
| 연구생 | 린치아니 (林佳霓)       | Lin Chia-ni    | 2005년 1월 16일(20세) 대만 신베이시    | 2기                 |                 |                                                   |

### 벨플라워(Bellflower)
| 현황   | 이름                    | 병음           | 출생                                   | 기수                | 승격일           | 각주                                  |
| ------ | ----------------------- | -------------- | -------------------------------------- | ------------------- | ---------------- | ------------------------------------- |
| 정식생 | 류위칭 (劉語晴)         | Liu Yu-ching   | 1996년 7월 14일(28세) 대만 신베이시    | 1기                 |                  | AKB48 Team TP 총캡틴 벨플라워 캡틴    |
| 정식생 | 후지이 마유 (藤井 麻由) | Fujii Mayu     | 1998년 11월 30일(26세) 일본 오사카부   | 1기                 | 2020년 10월 9일  | 타이베이시에 유학한 이력 있음/일본인2 |
| 정식생 | 츄핀한 (邱品涵)         | Chiu Pin-han   | 1999년 12월 24일(25세) 대만 신베이시   | AKB48 타이완 오디션 |                  |                                       |
| 정식생 | 린지에 (林倢)           | Lin Chieh      | 2001년 2월 14일(24세) 대만 신주현      | AKB48 타이완 오디션 |                  |                                       |
| 연구생 | 차이이조우 (蔡伊柔)     | Tsai Yi-jou    | 2001년 7월 15일(23세) 대만 신베이시    | 1기                 | 2022년 11월 12일 |                                       |
| 정식생 | 리지아리 (李佳俐)       | Lee Jia-li     | 2001년 11월 5일(23세) 대만 타이베이시  | 1기                 | 2020년 1월 19일  | 리차이지와 자매 (언니)                |
| 연구생 | 왕이치아 (王逸嘉)       | Wang Yi-chia   | 2001년 11월 18일(23세) 대만 자이시     | 1기                 | 2022년 1월 22일  |                                       |
| 연구생 | 까오윈쥐에 (高云珏)     | Gao Yun-jue    | 2001년 10월 20일(23세) 대만 타이중시   | 1기                 |                  | 타이야족 원주민                       |
| 연구생 | 창파파 (張法法)         | Chang Fa-fa    | 2001년 12월 27일(23세) 대만 타이베이시 | 1기                 |                  | 데이지 연구생 출신                    |
| 연구생 | 청위웨이 (鄭妤葳)       | Cheng Yu-wei   | 2003년 11월 11일(21세) 대만 타이난시   | 1기                 |                  |                                       |
| 연구생 | 뤄줴이팅 (羅瑞婷)       | Lo Jui-ting    | 2004년 8월 6일(20세) 대만 타이베이시   | 1기                 |                  |                                       |
| 연구생 | 웡통쉰 (翁彤薰)         | Weng Tung-hsun | 1997년 5월 19일(28세) 대만 타이베이시  | 2기                 |                  |                                       |
| 연구생 | 쵸우치아안 (周家安)     | Chou Chia-an   | 2003년 10월 9일(21세) 대만 타이중시    | 2기                 |                  |                                       |

### 사쿠라(Sakura)
| 현황   | 이름                      | 병음          | 출생                                   | 기수 | 승격일           | 각주                                               |
| ------ | ------------------------- | ------------- | -------------------------------------- | ---- | ---------------- | -------------------------------------------------- |
| 정식생 | 죠우지아위 (周佳郁)       | Zhou Jia-yu   | 1997년 11월 19일(27세) 대만 타이베이시 | 1기  | 2020년 10월 9일  |                                                    |
| 정식생 | 라우히우칭 (劉曉晴)       | Lau Hiu-ching | 2000년 8월 2일(24세) 홍콩              | 1기  | 2019년 6월 15일  | 사쿠라 캡틴                                        |
| 연구생 | 린이윈 (林易沄)           | Lin Yi-yun    | 2000년 11월 21일(24세) 대만 타이베이시 | 1기  | 2022년 1월 22일  |                                                    |
| 정식생 | 린위신 (林于馨)           | Lin Yu-hsin   | 2002년 1월 14일(23세) 대만 이란현      | 1기  | 2019년 6월 15일  |                                                    |
| 정식생 | 창위링 (張羽翎)           | Chang Yu-ling | 2003년 7월 11일(21세) 대만 화롄시      |      |                  |                                                    |
| 연구생 | 청치아위 (鄭佳郁)         | Cheng Chia-yu | 2004년 4월 28일(21세) 대만 타이베이시  | 1기  | 2022년 11월 12일 | 아메이족 원주민                                    |
| 연구생 | 오야마 미레이 (小山 美玲) | Oyama Mirei   | 2002년 6월 28일(22세) 일본 후쿠오카현  | 1기  |                  | 4분의 1 타이완 혼혈 할머니가 타이완인 일본인마지막 |
| 연구생 | 카오옌천 (高硯晨)         | Kao Yen-chen  | 2006년 7월 16일(18세) 대만 신베이시    | 1기  |                  | AKB48 Team TP 최연소자                             |
| 연구생 | 우치훼이 (吳騏卉)         | Wu Chi-hui    | 1998년 10월 25일(26세) 대만 타이베이시 | 2기  |                  |                                                    |
| 연구생 | 위엔쯔츄 (袁子筑)         | Yuan Tzu-chu  | 1999년 5월 7일(26세) 대만 신베이시     | 2기  |                  | 연예 기획사 이린 엔터테인먼트의 소속 연예인 출신   |
| 연구생 | 린팅리 (林亭莉)           | Lin Ting-li   | 1999년 6월 1일(25세) 대만 타오위안시   | 2기  |                  | 타이야족 원주민                                    |

### 전 멤버

#### 정규 멤버
| 이름                    | 한글 표기   | 병음 표기      | 생년월일               | 가입기              | 졸업일           | 현재 소속 사무소             | 비고 |
| ----------------------- | ----------- | -------------- | ---------------------- | ------------------- | ---------------- | ---------------------------- | --- |
| 陳詩媛                  | 천스위엔    | Chen Shih-yuan | 1995년 4월 24일(30세)  | 1기                 | 2018년 8월 25일  | Rakuten Monkeys              | 정규 멤버인 천스야와 쌍둥이 자매 현재 그룹을 사퇴하고 걸그룹 前5TEAM 리더 활동했었고 그룹이 해산하고 대만 야구응원단 Rakuten girl 입단해 치리어리더로 활동 |
| 阿部瑪利亞 (阿部マリア) | 아베 마리아 | Abe Maria      | 1995년 11월 29일(29세) | -                   | 2019년 10월 19일 | WalkGame Corp. (Camerabay)   | 일본인 멤버5 前 AKB48 Team 4 → Team K의 일원 |
| 劉潔明                  | 류제밍      | Liu Jie-Ming   | 1997년 4월 19일(28세)  | 1기                 | 2020년 9월 10일  |                              | |
| 本田柚萱                | 혼다 유즈카 | Honda Yuzuka   | 2006년 3월 15일(19세)  | 1기                 | 2021년 3월 25일  |                              | 2분의 1 일본 혼혈, 아버지가 일본인이다. 2018년 12월 9일부터 건강 상의 문제로 활동 중지                                                                     |
| 曾詩羽                  | 정스위      | Tseng Shih-yu  | 1995년 2월 12일(30세)  | 1기                 | 2021년 11월 9일  |                              | AKB48 Team TP 최연장자 |
| 林家瑩                  | 린치아잉    | Lin Chia-ying  | 2000년 12월 4일(24세)  | 1기                 | 2021년 11월 9일  |                              | 2020년 11월 17일부터 개인 사정으로 인해 활동 중지 |
| 陳詩雅                  | 천스야      | Chen Shih-ya   | 1995년 4월 24일(30세)  | AKB48 타이완 오디션 | 2022년 8월 28일  | 하오옌 엔터테인먼트 유한공사 | 前AKB48 Team TP 총캡틴 데이지 캡틴 졸업생 천시위엔과 쌍둥이 자매                                                                                           |

#### 연구생
| 이름   | 한글 표기 | 병음 표기       | 생년월일               | 가입기 | 졸업일          | 현재 소속 사무소 | 비고                                                  |
| ------ | --------- | --------------- | ---------------------- | ------ | --------------- | ---------------- | ----------------------------------------------------- |
| 黃子晴 | 황쯔칭    | Huang Tzu-ching | 2000년 3월 31일(25세)  | 1기    | 2018년 3월      | -                | 사퇴                                                  |
| 陳暐   | 천웨이    | Chen Wei        | 2000년 3월 1일(25세)   | 1기    | 2018년 3월      | -                | 사퇴                                                  |
| 溫晨君 | 원천쥔    | Wen Chen-chun   | 1997년 8월 28일(27세)  | 1기    | 2018년 3월      | -                | 사퇴                                                  |
| 張競   | 장찡      | Chang Jing      | 2002년 6월 5일(22세)   | 1기    | 2018년 3월      | -                | 사퇴/대한민국의 다국적 걸 그룹인 아일리원의 로나이다. |
| 陳嘉希 | 천자시    | Chan Ka-hei     | 1997년 3월 9일(28세)   | 1기    | 2018년 3월      | -                | 홍콩인 멤버3 사퇴                                     |
| 李恩妘 | 리언윈    | Lee En-Yun      | 2000년 8월 3일(24세)   | 1기    | 2018년 3월      | -                | 사퇴                                                  |
| 李晨熙 | 리첸시    | Lee Chen-si     | 2000년 7월 25일(24세)  | 1기    | 2018년 8월 25일 | -                | 사퇴                                                  |
| 翁立霏 | 웡리페이  | Weng Li-fei     | 2000년 2월 11일(25세)  | 1기    | 2018년 8월 25일 | -                | 사퇴                                                  |
| 陳琳   | 첸린      | Chen Lin        | 2006년 1월 3일(19세)   | 1기    | 2018년 8월 25일 | -                | 사퇴                                                  |
| 劉姸廷 | 류옌팅    | Liu Yen-ting    | 2003년 10월 13일(21세) | 1기    | 2018년 8월 25일 | -                | 사퇴                                                  |

## 디스코그래피

### 싱글CD
| #                             | 발매일                        | 음반                                   | 음반 유형                         | 트랙 리스트                   | 각주                          |
| 하오옌 엔터테인먼트 유한 공사 | 하오옌 엔터테인먼트 유한 공사 | 하오옌 엔터테인먼트 유한 공사          | 하오옌 엔터테인먼트 유한 공사     | 하오옌 엔터테인먼트 유한 공사 | 하오옌 엔터테인먼트 유한 공사 |
| ----------------------------- | ----------------------------- | -------------------------------------- | --------------------------------- | ----------------------------- | ----------------------------- |
| 1st                           | 2018년 12월 25일              | 《용감하게 앞으로》 (勇往直前)         | Type-A (CD＋DVD) Type-B (CD＋DVD) |                               |                               |
| 2nd                           | 2019년 7월 26일               | 《TTP Festival》                       | 통상반 (CD＋DVD)                  |                               |                               |
| 3rd                           | 2019년 12월 25일              | 《석양을 보고 있니?》 (看見夕陽了嗎？) | 통상반 (CD＋DVD)                  |                               |                               |
| 4th                           | 2020년 9월 17일               | 《우호우호호》 (嗚吼嗚吼吼)            | 통상반 (CD＋DVD)                  |                               |                               |
| 5th                           | 2021년 10월 15일              | 《1초 1초 약속해》 (一秒一秒約好)      | 통상반 (CD＋DVD)                  |                               |                               |
| 6th                           | 2022년 10월 14일              | 《근거 없는 Rumor》 (無根無據Rumor)    |                                   |                               |                               |

### 디지털 싱글
| 발매일          | 곡 제목                               | 각주 |
| --------------- | ------------------------------------- | ---- |
| 2019년 4월 15일 | 《푸른 초원의 기적》 (綠草地上的奇蹟) |      |

## 같이 보기
일본 자매 그룹
- AKB48
- SKE48
- NMB48
- HKT48
- NGT48
- STU48

일본 해외 자매 그룹
- JKT48
- BNK48
- MNL48
- AKB48 Team SH
- SGO48
- CGM48
- DEL48
- MUB48
- KLP48